# Osmundo de Moraes Andrade
Osmundo de Moraes Andrade (Floriano, 11 de maio de 1956) é um médico e político brasileiro, filiado ao MDB. É o atual prefeito do município de Itaueira, no estado do Piauí, cargo que exerce desde 1º de janeiro de 2021, após ter vencido as eleições municipais de 2020. Ele já havia ocupado a chefia do Executivo municipal em mandatos anteriores.

## Biografia
Natural de Floriano (PI), Osmundo Andrade é formado em medicina, com especialização em cirurgia geral e urologia. É casado e tem longa trajetória na vida pública da região. Filiado ao Movimento Democrático Brasileiro (MDB), exerceu o cargo de prefeito de Itaueira em mandatos anteriores, sendo eleito novamente em 2020.[carece de fontes?]

## Vida política
Nas eleições municipais de 2020, Osmundo Andrade foi eleito prefeito de Itaueira com 55,54% dos votos válidos (3.941 votos), derrotando Patrice Teixeira Leitão (PTB), que obteve 44,46% (3.151 votos). A eleição foi decidida no primeiro turno.
Tomou posse no dia 1º de janeiro de 2021, em cerimônia realizada na Câmara Municipal de Itaueira, junto com os vereadores eleitos no mesmo pleito.

## Mandatos anteriores
Segundo registros históricos de eleições no estado do Piauí, Osmundo Andrade também foi eleito prefeito de Itaueira no pleito municipal de 1988. Retornou ao cargo em outras gestões e tornou-se uma das figuras políticas mais influentes da cidade.[carece de fontes?]

## Controvérsias
Em 2023, o Ministério Público do Estado do Piauí (MPPI) ajuizou uma ação de improbidade administrativa contra Osmundo Andrade e o controlador interno do município por práticas de contratação irregular e nepotismo.